# (66667) Kambič
(66667) Kambič, désignation internationale (66667) Kambic, est un astéroïde de la ceinture principale.

## Description
(66667) Kambic est un astéroïde de la ceinture principale. Il fut découvert le 8 octobre 1999 à Črni Vrh par l'observatoire de Črni Vrh. Il présente une orbite caractérisée par un demi-grand axe de 2,23 UA, une excentricité de 0,17 et une inclinaison de 3,5° par rapport à l'écliptique.

## Compléments